# Каразірек
Каразіре́к (рос. Каразирек, башк. Ҡараерек) — присілок у складі Буздяцького району Башкортостану, Росія. Входить до складу Тюрюшевської сільської ради.
Населення — 123 особи (2010; 149 у 2002).
Національний склад:
- татари — 54 %
- башкири — 30 %